# Together (álbum de S Club Juniors)
Together es el álbum debut de S Club Juniors, más conocidos como S Club 8. Fue lanzado en el año 2002 y llegó al puesto #5 en las listas del Reino Unido.
La canción "One Step Closer" también fue realizada por otra banda de 19 Entertainment, llamada American Juniors. "You Are The One" es una versión reescrita de la canción "From All Of Us" de Girl Thing.

## Lista de canciones
1. "One Step Closer"
2. "Automatic High"
3. "New Direction"
4. "One Fine Day"
5. "Puppy Love"
6. "Feel The Beat"
7. "Wherever You Are"
8. "I Come Alive"
9. "Together"
10. "Only You"
11. "Anytime Anywhere"
12. "You Are The One"

- Datos: Q1761612